# È stato solo un flirt?
È stato solo un flirt? è stato un programma televisivo italiano andato in onda in prima serata su Rai 1 dal 21 aprile al 12 maggio 2012 per quattro puntate con la conduzione di Antonella Clerici.

## Il programma
Il programma presenta alcune analogie con un segmento di C'è posta per te di Maria De Filippi, infatti ha causato subito critiche e controversie da parte del programma televisivo della rete Mediaset.
Le differenze fra questo programma e quello della concorrenza sembrano rimanere due: la certezza della presenza dell'amore di un tempo e una narrazione concentrata non sull'incontro in sé ma sul racconto della loro storia.
I partecipanti entreranno con una scatola dei propri ricordi che contiene fotografie, biglietti, oggetti di valore soggettivo. La scatola deve far rivivere le emozioni passate con quella persona che non si vede da tempo e che alla fine si incontrerà nuovamente; lo scopo è di poter rivedere una persona tanto cara, non con quello di far innamorare nuovamente le due persone.
La trasmissione vede la partecipazione di Massimiliano Pani, che svolge la funzione di inviato-investigatore. Massimiliano gira l'Europa per scoprire le storie delle persone che hanno contattato il programma, ma non vogliono parteciparvici direttamente in studio. Perciò l'investigatore fa visita nelle loro case dove si farà spiegare le loro vecchie storie.

## Ascolti
| Puntata | Messa in onda  | Ospiti                                                | Telespettatori | Share  |
| ------- | -------------- | ----------------------------------------------------- | -------------- | ------ |
| 1       | 21 aprile 2012 | Pooh e Richard Sanderson                              | 4.268.000      | 18,76% |
| 2       | 28 aprile 2012 | ABBA e Gino Paoli                                     | 3.901.000      | 16,86% |
| 3       | 5 maggio 2012  | Peppino Di Capri, Marco Ferradini e Rocco Siffredi    | 4.243.000      | 18,69% |
| 4       | 12 maggio 2012 | Stefania Sandrelli, Alan Sorrenti e Christian Panucci | 3.960.000      | 19,55% |